# Орден Британской империи
Орден Британской империи (англ. The Most Excellent Order of the British Empire) — рыцарский орден, учреждённый британским королём Георгом V 4 июня 1917 года.
Девиз ордена — «За Бога и Империю» (англ. For God and the Empire). Это самый младший орден в британской наградной системе, в нём состоит наибольшее число членов.
Большинство членов ордена — подданные Великобритании или других государств Содружества. Граждане других стран могут быть приняты в орден в качестве «почётных членов» (и могут стать полноправными членами, если примут британское подданство).

## История

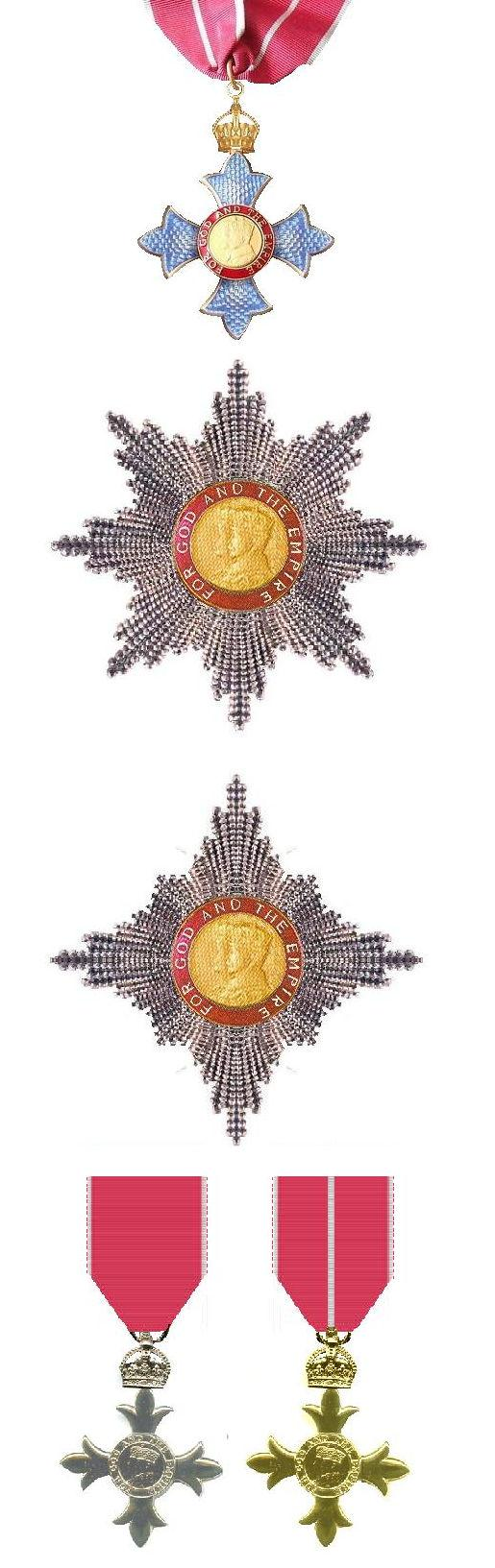
Знаки ордена (вверху — знак ордена, покрытый голубой эмалью, общий для командора, рыцаря-командора и рыцаря большого креста, носимый на шейной ленте; ниже — звезда рыцаря большого креста; в центре — звезда рыцаря-командора; внизу слева — серебряный знак кавалера, носится на ленте на груди; внизу справа — золотой знак офицера, носится аналогично кавалерскому)

Орден был основан Георгом V для заполнения пробела в британской системе наград: орден Бани давался только старшим военным офицерам и гражданским служащим, орден Святых Михаила и Георгия — дипломатам, а Королевский Викторианский орден — тем, кто служил лично королевской семье. В частности, Георг V считал нужным наградить несколько тысяч служивших в небоевых частях во время Первой мировой войны. Орден Британской империи имеет более демократичный характер, чем орден Бани или орден святых Михаила и Георгия, и сперва ценился невысоко, но со временем ситуация изменилась.
Сначала орден включал только одно подразделение, однако вскоре после его учреждения, в 1918 году, он был разделён на военное и гражданское подразделения.

## Организация

### Степени

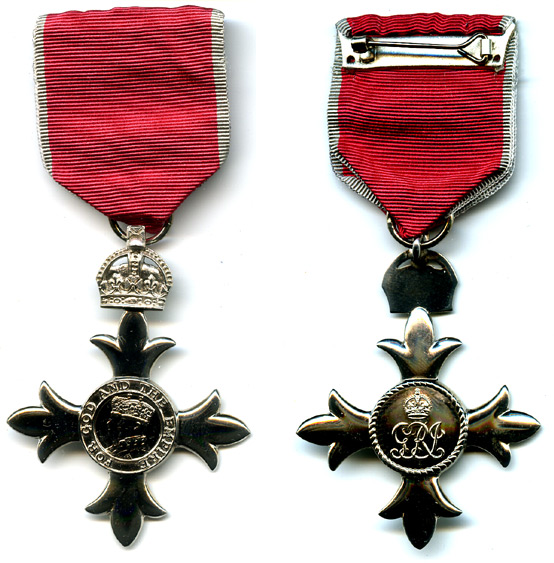
Аверс и реверс знака членов ордена

Орден состоит из пяти классов гражданского и военного подразделений (в порядке убывания старшинства):
1. Рыцарь Большого креста, GBE (англ. Knight Grand Cross) или Дама Большого креста, GBE (англ. Dame Grand Cross);
2. Рыцарь-командор, KBE (англ. Knight Commander) или  Дама-командор, DBE (англ. Dame Commander);
3. Командор, CBE (англ. Commander);
4. Офицер, OBE (англ. Officer);
5. Кавалер (член), MBE (англ. Member);

Обладатели только первых двух званий имеют право на рыцарство.

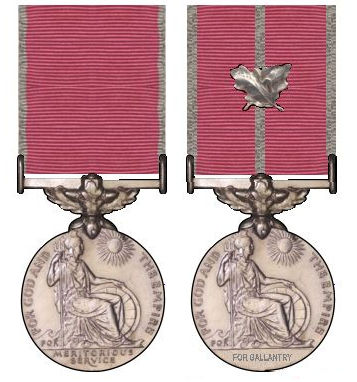
Гражданская и военная медали ордена

При основании ордена была введена «медаль ордена Британской империи» (в 1922 году переименована в «медаль Британской империи»). Обладатели медали не являются членами ордена (но являются сопричисленными к нему) и также делятся на гражданское и военное подразделения. Только младшие правительственные и военные должностные лица награждаются медалью; старшие должностные лица сразу принимаются в орден. Правительство Великобритании не рекомендовало награждение медалью с 1992 года, однако некоторые государства Содружества продолжают такие награждения.

### Устав

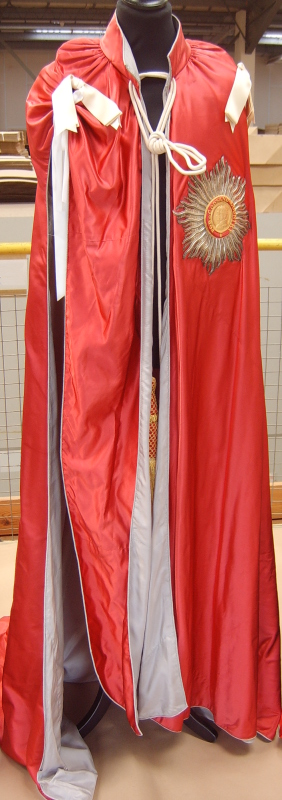
Мантия ордена

Британский Суверен является Сувереном Ордена и назначает всех других членов ордена (по соглашению, руководствуясь советом Правительства). Следующим по старшинству является Великий магистр (с 2022 года — королева-консорт Камилла).
Устав ордена предусматривает ограничение 100 Рыцарями и Дамами Большого креста, 845 рыцарями и Дамами-командорами и 8960 Командорами. Ограничений на полное число членов четвёртого и пятого классов нет, но в год не может быть награждено более 858 офицеров и 1464 членов. На практике в XXI веке высшими двумя степенями награждаются достаточно редко. К примеру, с 1964 года всего три женщины стали Дамами Большого креста. Мужчины высшей степенью награждаются чаще — 31 человек стал Рыцарем Большого креста с 1990 года. По обычаю, после своего назначения женщины-судьи Высшего суда Англии и Уэльса становятся Дамами-командорами, а мужчины-судьи — Рыцарями-бакалаврами.
В ордене шесть должностей: прелат, диакон, секретарь, регистратор, герольд и привратник. Епископ Лондона, старший епископ в англиканской церкви является прелатом ордена. Диакон святого Павла — по должности (ex officio) дьякон ордена. Орденский герольд не входит в геральдическую коллегию, как другие геральдические офицеры. Привратник ордена называется «Джентльмен-привратник пурпурного жезла»; он не участвует в работе Палаты лордов.

### Старшинство и привилегии

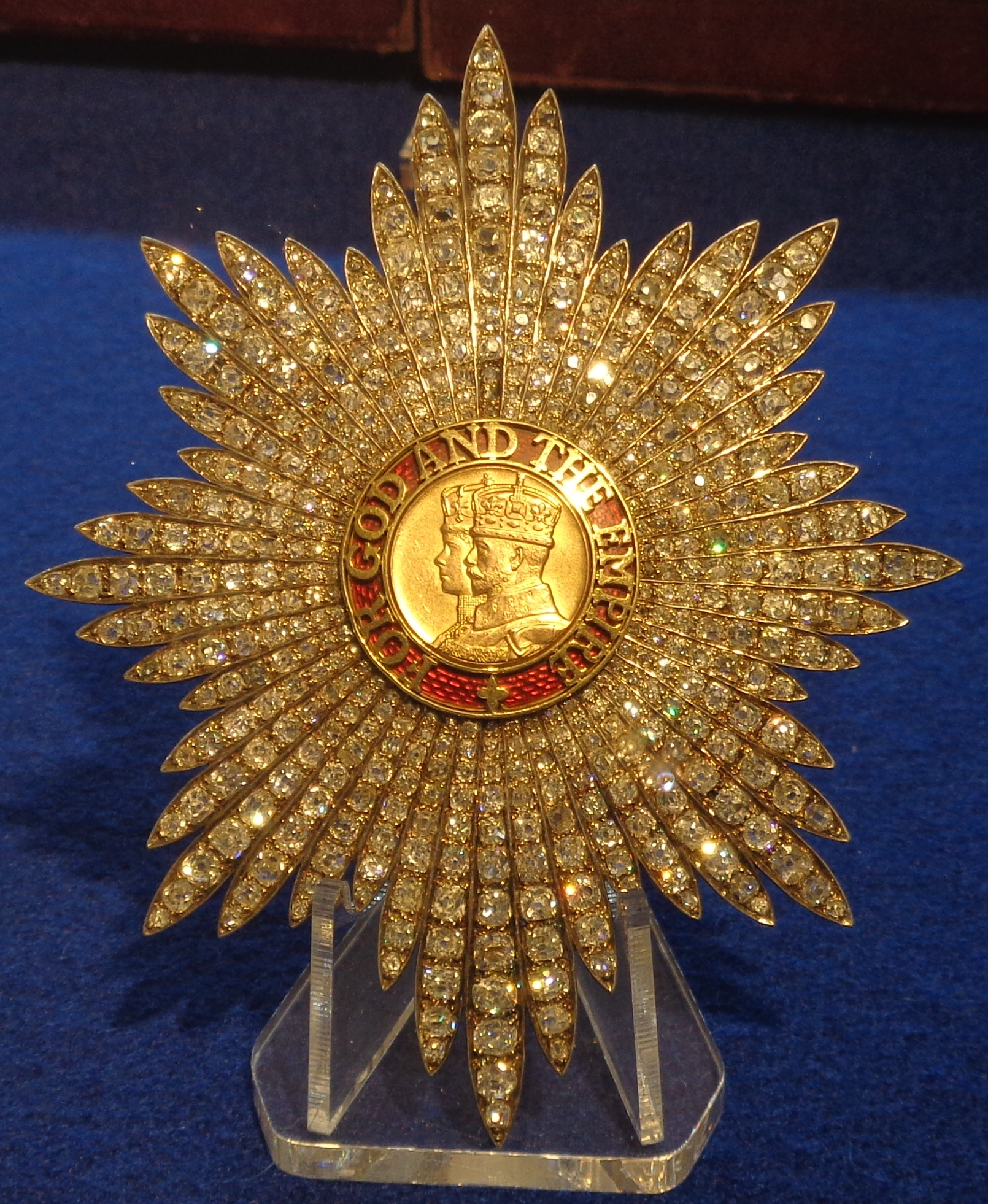
Звезда ордена, украшенная бриллиантами. Принадлежала дочери короля Георга V принцессе Марии

Все члены ордена имеют своё место в порядке старшинства. Старшинство установлено также для жён членов ордена всех классов, сыновей, дочерей и невесток Рыцарей Большого креста и Рыцарей-командоров. Для родственников жён членов ордена порядок старшинства не предусмотрен.
Рыцари Большого креста и Рыцари-командоры носят титул «сэр» (Sir), а Дамы Большого креста и Дамы-командоры — «дама» (Dame) перед личными именами. Жёны рыцарей могут добавлять «леди» (Lady) к своей фамилии, для мужей титулованных дам подобного правила не существует. Эти титулования не используются членами ордена, если они также являются пэрами или принцами, кроме написания своих имён в самой полной форме.
Рыцари и Дамы Большого креста и Рыцари и Дамы-командоры, не являющиеся подданными Короля, являются т. н. «почётными» членами и не могут носить приставку «сэр» или «дама», но могут ставить аббревиатуры после имён. Например, награждённый званием Рыцарь-командор Британской империи Билл Гейтс не получил права титуловаться «сэр Уильям» или «сэр Уильям Гейтс III», но может писаться «William Henry Gates III, KBE». Почётные члены и клирики не проходят посвящение в рыцари.
Рыцари и Дамы Большого креста получают право на включение геральдических держателей. Также они имеют право окружать свои гербы изображением геральдического символа с девизом ордена и знака ордена на орденской цепи. Рыцари и Дамы-командоры, а также Командоры, имеют право изображать только геральдический символ с девизом ордена.

### Одеяния и отличия
На важных мероприятиях (таких, как коронации и орденская служба) члены ордена носят костюмы, зависящие от звания (внешний вид претерпел значительные изменения в 1937). Знак ордена носится на левой стороне груди.
По некоторым «collar days», указанным Сувереном, посещающие формальные события члены могут носить цепь ордена на военной униформе или вечерней одежде. Когда надевают цепь, значок ордена носят на цепи. После смерти владельца цепь возвращают, а прочие знаки отличия остаются.

### Часовня
Часовня ордена находится в дальнем восточном конце склепа Собора Святого Павла, но большие службы проводятся в основном отделении собора. Религиозные службы для всего ордена проводятся раз в четыре года; на этой службе объявляются новые Рыцари и Дамы Большого креста. Часовня была выделена в 1960 году.

## Лишение ордена
Члены ордена, совершившие уголовное преступление и осужденные судом за совершение преступлений, «вина которых несовместима с пребыванием в ордене», на основании утверждённого Сувереном решения Комитета по лишению наград, исключаются из состава ордена. Центральная канцелярия рыцарских орденов по поручению Суверена аннулирует эти награждения, а имена исключаются из реестра указанного ордена.

## Критика
Орден привлёк некоторые критические замечания в связи с идеей Британской империи. Темнокожий поэт Бенджамин Зефанайя публично отверг OBE в 2003, потому что, по его словам, эта награда напомнила ему «тысячи лет зверства». Далее он сказал: «Это напоминает мне о том, как были изнасилованы мои праматери и как жестоко обошлись с моими праотцами». Британский художник Лоуренс Стивен Лаури дважды отказался от присвоения Ордена Британской империи (4-й и 2-й степени).

## Иностранные кавалеры ордена

### Советские и российские кавалеры ордена

#### Награждения в период Второй мировой войны
Газета Министерства информации Великобритании «Британский союзник», издававшаяся в СССР во время Второй мировой войны, 21 мая 1944 года опубликовала указ короля Георга VI о принятии советских генералов и офицеров в почётные члены ордена Британской империи. Всего согласно королевским указам в состав военного дивизиона различных степеней были приняты 47 генералов и адмиралов, 115 офицеров и два сержанта Красной армии.
Почётные Рыцари Большого креста
- Маршал Советского Союза Александр Василевский (1944)
- Маршал Советского Союза Василий Соколовский (1945)

Почётные Рыцари-Командоры
- Генерал Павел Батов
- Маршал бронетанковых войск Семён Богданов (1944)
- Генерал Николай Гаген
- Генерал Андрей Гетман
- Генерал Андрей Кравченко
- Генерал Михаил Малинин (1945)
- Маршал Советского Союза Кирилл Москаленко
- Генерал Николай Псурцев
- Генерал Пётр Семёнов
- Маршал авиации Владимир Судец
- Генерал Трофим Танасчишин
- Генерал Михаил Шумилов + Командор

Почётные командоры
- Генерал Александр Агеев
- Генерал Владимир Аладинский
- Полковник Сергей Аристов
- Генерал Пётр Брайко
- Генерал Алексей Бурдейный
- Генерал Алексей Владимирский
- Генерал Василий Голубев
- Полковник Владимир Горелов
- Генерал Сергей Горшков
- Полковник Михаил Грехов
- Полковник Александр Григорьев
- Генерал Иван Григорьевский
- Генерал Георгий Дзюба
- Генерал Анатолий Жуков
- Генерал Михаил Запорожченко
- Капитан 1-го ранга Юрий Зиновьев
- Адмирал Фёдор Зозуля
- Генерал Терентий Зубов
- Генерал Захар Колесников
- Генерал Павел Корольков
- Генерал Алексей Кустов
- Генерал Георгий Максимов
- Генерал Пётр Малышев
- Генерал Борис Мансуров
- Генерал Пётр Моргунов
- Генерал Иван Некрасов
- Генерал Александр Нечаев
- Генерал Николай Осликовский
- Генерал Александр Панков
- Адмирал Анатолий Петров
- Полковник Виктор Потанин
- Маршал инженерных войск Алексей Прошляков
- Генерал Алексей Радзиевский
- Полковник Василий Рассохин
- Полковник Вениамин Рукосуев
- Генерал Ганий Сафиулин
- Генерал Эрнест Седулин
- Генерал Алексей Семёнов
- Генерал Михаил Серюгин
- Генерал Александр Скворцов
- Капитан 1-го ранга Борис Скорохватов
- Генерал Константин Сычёв
- Генерал Иван Таранов
- Генерал Кузьма Труфанов
- Адмирал Владимир Фадеев
- Генерал Иван Федюнькин
- Адмирал Георгий Холостяков
- Генерал Иван Чаленко
- Генерал Михаил Шалин
- Генерал Пётр Шафранов
- Генерал Тихон Шведков
- Генерал Михаил Шумилов + Почетный Рыцарь-Командор
- Адмирал Василий Яковлев

#### Некоторые современные награждения
- Инженер-мостостроитель Олег Керенский — командор (1964);
- Виолончелист и дирижёр Мстислав Ростропович — почётный Рыцарь-командор (1987);
- Радиоведущий Сева Новгородцев — член (2005);
- Актёр Василий Ливанов — почётный член (2006);
- Журналист и публицист Константин Эггерт — почётный член (2008).
- Дирижёр Владимир Юровский — Рыцарь-командор (2024);